# Phaolô Nguyễn Văn Mỹ
Phaolô Nguyễn Văn Mỹ (1798-1837) là một thánh tử đạo Việt Nam.
Chào đời năm 1798 ở làng Kẻ Non, nay là thị trấn Tân Thanh, huyện Thanh Liêm, tỉnh Hà Nam, thuộc Tổng Giáo phận Hà Nội, tên thật của ông là Nguyễn Văn Hữu. Năm 13 tuổi, ông theo giúp việc Giám mục Jacques-Benjamin Longer (tên Việt: Gia), Đại diện Tông Tòa Giáo phận Tây Đàng Ngoài, rồi sau giúp Linh mục Luật, Chánh xứ Kẻ Đầm trong 4 năm. Đến năm 19 tuổi, ông theo học tại chủng viện Kẻ Vĩnh (Vĩnh Trị).
Sau khi được thụ phong chức thầy giảng thực thụ, ông được gửi đến giúp Linh mục F.X. Marette. Ít lâu sau, Giám mục Joseph-Marie-Pélagie Havard (tên Việt: Du), giám quản Giáo phận Tây Đàng Ngoài, đã chọn ông phụ giúp linh mục Jean-Charles Cornay (tên Việt: Tân), Chánh xứ Bầu Nọ, tỉnh Sơn Tây.
Thời vua Minh Mạng, lệnh cấm đạo mỗi ngày thêm gắt gao. Ngày 20 tháng 6 năm 1837, ông bị quan quân tỉnh Sơn Tây vây bắt tại làng Bầu Nọ. Bản án tử hình được vua Minh Mạng phê chuẩn và trả về ngày 19 tháng 10, tuy nhiên, mãi đến 18 tháng 12, ông mới bị điệu đi xử giảo.
Ngày 27 tháng 5 năm 1900, Giáo hoàng Lêô XIII đã tôn phong ông lên hàng Chân Phước. Đến ngày 19 tháng 6 năm 1988, Giáo hoàng Gioan Phaolô II đã tôn phong ông lên bậc Hiển Thánh.